# Cena Nebula
Cena Nebula (Nebula Award) je každoročně od roku 1965 udělována profesní organizací amerických spisovatelů science fiction SFWA (Science Fiction Writers of America) nejlepší práci v rámci žánrů sci-fi a fantasy vydané v USA v posledních dvou letech. S touto cenou není spojena žádná finanční odměna, je s ní však spojena značná prestiž a její udělení v podstatě znamená zvýšení prodejnosti daného díla. Cena sama má podobu průhledného bloku se zasazenou třpytivou spirální mlhovinou. Často se stává, že vítěz této ceny ve stejném období získá i ocenění Hugo udělované fanoušky sci-fi.

## Historie
První cena za román byla udělena roku 1965 Frankovi Herbertovi za Dunu. V následujících letech byli mezi oceněnými autoři jako: Isaac Asimov, Greg Bear, Orson Scott Card, Samuel R. Delany, Harlan Ellison, William Gibson, Ursula K. Le Guinová, Vonda McIntyre, Larry Niven, Frederik Pohl, Kim Stanley Robinson, Theodore Sturgeon, George Effinger, Anne McCaffrey a v neposlední řadě Connie Willis.

## Kategorie
- román – literární dílo nad 40 000 slov
- novela – práce o nejméně 17 500 a nejvíce 40 000 slovech
- noveleta – má mezi 7 500 a 17 500 slov
- povídka – krátká práce mající ne více než 7 500 slov
- velmistr žánru – uděluje se nepravidelně
- dramatické představení – v letech 1973, 1974 a 1975
- nejlepší scénář – od roku 1999